# Torres (Jaén)
Torres er en by og kommune i det sydlige Spanien i provinsen Jaén. Den har et indbyggertal på 1.343 (2024) indbyggere.